# Beaumont-en-Beine

Beaumont-en-Beine este o comună în departamentul Ain, Franța. În 1 ianuarie 2022 avea o populație de 172 de locuitori.